# Gustav Svensson
Karl Gustav Johan Svensson (Göteborg, 7 febbraio 1987) è un calciatore svedese, centrocampista dell'IFK Göteborg.

## Carriera

### Club
A livello giovanile, Svensson si è formato tra la sua città natale (all'Azalea BK, dove suo padre allenava, e all'IFK Göteborg) e la Francia, dove ha avuto un'esperienza di un anno all'ES Cannet Rocheville nel 2000-2001.
Le prime partite in Allsvenskan con l'IFK Göteborg le ha disputate nel 2006, ma già nel corso dell'anno seguente è entrato stabilmente nell'undici di partenza, in una stagione conclusa con la vittoria del titolo nazionale che al club mancava da undici anni. È rimasto in biancoblu fino all'estate 2010.
Il 31 agosto 2010, infatti, è stato acquistato dai turchi del Bursaspor, squadra che si apprestava a disputare la fase a gironi della Champions League 2010-2011. Qui ha giocato fino alla stagione 2011-2012, al termine della quale ha lasciato la squadra in accordo con la dirigenza.
Nel luglio 2012 è approdato a parametro zero in Ucraina al Tavrija Simferopol'. Al primo anno di permanenza, durante la pausa invernale del campionato, si è rotto il legamento crociato del ginocchio sinistro ed è stato costretto ad un lungo stop. È rientrato in campo qualche mese più tardi, nell'agosto 2013. Complice l'instabilità geopolitica nel periodo dell'annessione della Crimea alla Russia, Svensson ha rescisso il contratto nel marzo 2014 ritornando al tempo stesso all'IFK Göteborg, dove aveva iniziato la carriera professionistica.
Nel gennaio 2016 ha firmato un contratto di tre anni con i cinesi del Guangzhou R&F. Un anno più tardi ha rescisso ed è sbarcato ai Seattle Sounders, campioni in carica della MLS americana. In totale a Seattle è rimasto per quattro stagioni, periodo durante il quale ha partecipato alla conquista del titolo 2019.
Scaduto il contratto con gli statunitensi a fine 2020, nell'aprile 2021 ha fatto ritorno a Guangzhou nella sua ex squadra, che nel frattempo era stata ribattezzata Guangzhou City. La sua seconda parentesi cinese tuttavia è stata piuttosto breve, in quanto ha giocato solo le prime cinque giornate della Super League 2021 in programma prima della pausa estiva.
Il 22 luglio 2021 ha iniziato ufficialmente la sua terza parentesi all'IFK Göteborg, con un contratto valido fino al 2023 con un'opzione per un ulteriore anno.

### Nazionale
Ha segnato il suo primo gol con la Svezia Under-21 il 16 giugno 2009, contro la Bielorussia Under-21 agli Europei di casa con un tiro dai 30 metri.
Ha all'attivo anche diverse presenze con la Nazionale maggiore, collezionate a partire dal 2009.
Convocato per il Mondiale 2018, colleziona tre presenze, di cui una da titolare negli ottavi di finale vinti contro la Svizzera.
Convocato pure per Euro 2020, al termine della manifestazione si ritira dalla nazionale.

## Statistiche

### Cronologia presenze e reti in nazionale
| Cronologia completa delle presenze e delle reti in nazionale ― Svezia | Cronologia completa delle presenze e delle reti in nazionale ― Svezia | Cronologia completa delle presenze e delle reti in nazionale ― Svezia | Cronologia completa delle presenze e delle reti in nazionale ― Svezia | Cronologia completa delle presenze e delle reti in nazionale ― Svezia | Cronologia completa delle presenze e delle reti in nazionale ― Svezia | Cronologia completa delle presenze e delle reti in nazionale ― Svezia | Cronologia completa delle presenze e delle reti in nazionale ― Svezia |
| Data                                                                  | Città                                                                 | In casa                                                               | Risultato                                                             | Ospiti                                                                | Competizione                                                          | Reti                                                                  | Note                                                                  |
| --------------------------------------------------------------------- | --------------------------------------------------------------------- | --------------------------------------------------------------------- | --------------------------------------------------------------------- | --------------------------------------------------------------------- | --------------------------------------------------------------------- | --------------------------------------------------------------------- | --------------------------------------------------------------------- |
| 23-1-2009                                                             | Carson                                                                | Stati Uniti                                                           | 3 – 2                                                                 | Svezia                                                                | Amichevole                                                            | -                                                                     |                                                                       |
| 29-1-2009                                                             | Carson                                                                | Messico                                                               | 1 – 0                                                                 | Svezia                                                                | Amichevole                                                            | -                                                                     | 87’                                                                   |
| 12-10-2015                                                            | Solna                                                                 | Svezia                                                                | 2 – 0                                                                 | Moldavia                                                              | Qual. Euro 2016                                                       | -                                                                     | 57’                                                                   |
| 17-11-2015                                                            | Copenaghen                                                            | Danimarca                                                             | 2 – 2                                                                 | Svezia                                                                | Qual. Euro 2016                                                       | -                                                                     | 69’                                                                   |
| 6-1-2016                                                              | Abu Dhabi                                                             | Svezia                                                                | 1 – 1                                                                 | Estonia                                                               | Amichevole                                                            | -                                                                     | 61’                                                                   |
| 10-1-2016                                                             | Abu Dhabi                                                             | Svezia                                                                | 3 – 0                                                                 | Finlandia                                                             | Amichevole                                                            | -                                                                     | 46’                                                                   |
| 3-9-2017                                                              | Borisov                                                               | Bielorussia                                                           | 0 – 4                                                                 | Svezia                                                                | Qual. Mondiali 2018                                                   | -                                                                     | 69’                                                                   |
| 10-10-2017                                                            | Amsterdam                                                             | Paesi Bassi                                                           | 2 – 0                                                                 | Svezia                                                                | Qual. Mondiali 2018                                                   | -                                                                     | 68’                                                                   |
| 10-11-2017                                                            | Solna                                                                 | Svezia                                                                | 1 – 0                                                                 | Italia                                                                | Qual. Mondiali 2018                                                   | -                                                                     | 83’                                                                   |
| 13-11-2017                                                            | Milano                                                                | Italia                                                                | 0 – 0                                                                 | Svezia                                                                | Qual. Mondiali 2018                                                   | -                                                                     | 19’                                                                   |
| 24-3-2018                                                             | Solna                                                                 | Svezia                                                                | 1 – 2                                                                 | Cile                                                                  | Amichevole                                                            | -                                                                     |                                                                       |
| 2-6-2018                                                              | Solna                                                                 | Svezia                                                                | 0 – 0                                                                 | Danimarca                                                             | Amichevole                                                            | -                                                                     | 46’                                                                   |
| 9-6-2018                                                              | Göteborg                                                              | Svezia                                                                | 0 – 0                                                                 | Perù                                                                  | Amichevole                                                            | -                                                                     | 90+1’                                                                 |
| 18-6-2018                                                             | Nižnij Novgorod                                                       | Svezia                                                                | 1 – 0                                                                 | Corea del Sud                                                         | Mondiali 2018 - 1º turno                                              | -                                                                     | 81’                                                                   |
| 27-6-2018                                                             | Ekaterinburg                                                          | Messico                                                               | 0 – 3                                                                 | Svezia                                                                | Mondiali 2018 - 1º turno                                              | -                                                                     | 57’                                                                   |
| 3-7-2018                                                              | San Pietroburgo                                                       | Svezia                                                                | 1 – 0                                                                 | Svizzera                                                              | Mondiali 2018 - Ottavi di finale                                      | -                                                                     |                                                                       |
| 6-9-2018                                                              | Praga                                                                 | Austria                                                               | 2 – 0                                                                 | Svezia                                                                | Amichevole                                                            | -                                                                     | 78’                                                                   |
| 11-10-2018                                                            | Kaliningrad                                                           | Russia                                                                | 0 – 0                                                                 | Svezia                                                                | UEFA Nations League 2018-2019 - 1º turno                              | -                                                                     |                                                                       |
| 17-11-2018                                                            | Eskişehir                                                             | Turchia                                                               | 0 – 1                                                                 | Svezia                                                                | UEFA Nations League 2018-2019 - 1º turno                              | -                                                                     | 81’                                                                   |
| 20-11-2018                                                            | Solna                                                                 | Svezia                                                                | 2 – 0                                                                 | Russia                                                                | UEFA Nations League 2018-2019 - 1º turno                              | -                                                                     | 80’                                                                   |
| 23-3-2019                                                             | Solna                                                                 | Svezia                                                                | 2 – 1                                                                 | Romania                                                               | Qual. Euro 2020                                                       | -                                                                     | 67’ 90+3’                                                             |
| 26-3-2019                                                             | Oslo                                                                  | Norvegia                                                              | 3 – 3                                                                 | Svezia                                                                | Qual. Euro 2020                                                       | -                                                                     | 66’                                                                   |
| 5-9-2019                                                              | Tórshavn                                                              | Fær Øer                                                               | 0 – 4                                                                 | Svezia                                                                | Qual. Euro 2020                                                       | -                                                                     | 63’                                                                   |
| 8-9-2019                                                              | Solna                                                                 | Svezia                                                                | 1 – 1                                                                 | Norvegia                                                              | Qual. Euro 2020                                                       | -                                                                     | 84’                                                                   |
| 12-10-2019                                                            | Ta' Qali                                                              | Malta                                                                 | 0 – 4                                                                 | Svezia                                                                | Qual. Euro 2020                                                       | -                                                                     | 63’                                                                   |
| 15-10-2019                                                            | Stoccolma                                                             | Svezia                                                                | 1 – 1                                                                 | Spagna                                                                | Qual. Euro 2020                                                       | -                                                                     | 83’                                                                   |
| 15-11-2019                                                            | Bucarest                                                              | Romania                                                               | 0 – 2                                                                 | Svezia                                                                | Qual. Euro 2020                                                       | -                                                                     | 69’                                                                   |
| 8-9-2020                                                              | Solna                                                                 | Svezia                                                                | 0 – 2                                                                 | Portogallo                                                            | UEFA Nations League 2020-2021 - 1º turno                              | -                                                                     | 14’, 44’                                                              |
| 8-10-2020                                                             | Mosca                                                                 | Russia                                                                | 1 – 2                                                                 | Svezia                                                                | Amichevole                                                            | -                                                                     |                                                                       |
| 11-11-2020                                                            | Brøndby                                                               | Danimarca                                                             | 2 – 0                                                                 | Svezia                                                                | Amichevole                                                            | -                                                                     | cap. 75’                                                              |
| 29-5-2021                                                             | Solna                                                                 | Svezia                                                                | 2 – 0                                                                 | Finlandia                                                             | Amichevole                                                            | -                                                                     | 77’                                                                   |
| 18-6-2021                                                             | San Pietroburgo                                                       | Svezia                                                                | 1 – 0                                                                 | Slovacchia                                                            | Euro 2020 - 1º turno                                                  | -                                                                     | 88’                                                                   |
| Totale                                                                |                                                                       | Presenze                                                              | 32                                                                    |                                                                       | Reti                                                                  | 0                                                                     |                                                                       |

## Palmarès

### Club

#### Competizioni nazionali
- Allsvenskan: 1

IFK Göteborg: 2007
- Svenska Cupen: 2

IFK Göteborg: 2008, 2014-2015
- Supercoppa di Svezia: 1

IFK Göteborg: 2008
- Campionato MLS: 1

Seattle Sounders: 2019